# 53e régiment d'infanterie (France)
Pour les articles homonymes, voir 53e régiment.
Le 53e régiment d'infanterie (53e RI) est un régiment d'infanterie de l'Armée de terre française créé sous la Révolution à partir du régiment d'Alsace, un régiment français d'Ancien Régime.

## Création et différentes dénominations
- 14 juillet 1656 : création du régiment d'Alsace, composé essentiellement d'Allemands
- 1er janvier 1791 : tous les régiments prennent un nom composé du nom de leur arme avec un numéro d’ordre donné selon leur ancienneté. Le régiment d'Alsace devient le 53e régiment d'infanterie de ligne ci-devant Alsace.
- 1794 : devient la 53e demi-brigade de première formation, par l'amalgame des :
  - 1er bataillon du 27e régiment d'infanterie (ci-devant Lyonnais)
  - 1er bataillon de volontaires du Bas-Rhin
  - 3e bataillon de volontaires de la Moselle
- 25 février 1798 : transformé en 53e demi-brigade de deuxième formation, par l'amalgame des :
  - 2e bataillon de la 176e demi-brigade de première formation (2e bataillon du 98e régiment d'infanterie (ci-devant Bouillon), 4e bataillon des Fédérés Nationaux, Bataillon de Popincourt)
  - 202e demi-brigade de première formation (2e bataillon de volontaires du Puy-de-Dôme, 6e bataillon bis de volontaires de Rhône-et-Loire, 9e bataillon de la formation d'Orléans et 10e bataillon de volontaires de la Gironde)
  - 19e demi-brigade légère bis première formation (1er bataillon de la légion du Nord, 2e bataillon de la légion du Nord, 2e bataillon de tirailleurs de la frontière des Alpes et 2e bataillon des corps francs)
- 1803 : la 53e demi-brigade est renommée 53e régiment d'infanterie de ligne
- 12 mai 1814 : le 53e régiment d'infanterie prend le no 49 et le 57e régiment d'infanterie prend le numéro 53.
- 20 avril 1815 : un décret du 20 avril 1815 rend aux anciens régiments d'infanterie de ligne les numéros qu'ils avaient perdus. Le 49e régiment redevient le 53e régiment et le 53e redevient le 57e régiment d'infanterie.
- 16 juillet 1815 : comme l'ensemble de l'armée napoléonienne, il est licencié à la Seconde Restauration
- 1815 : création de la légion de la Meuse
- 1820 : la légion de la Meuse (53e légion) est renommée 53e régiment d'infanterie de ligne
- 1887 : devient 53e régiment d'infanterie
- 1914 : à la mobilisation, le 53e RI donne naissance au  253e régiment d’infanterie
- 1er janvier 1920 : le régiment est dissous.
- 1er janvier 1981 : réveil du régiment qui devient 53e régiment d'infanterie des frontières[réf. nécessaire]
- 1991 : reprend son nom de 53e régiment d'infanterie
- 5 décembre 1998 : cérémonie de dissolution au Quartier Kilmaine de Tarascon

## Chefs de corps
- 1805 : colonel Louis Camus de Moulignon (*)
- 1805 : colonel Jean-Marie Songeon (*)
- 1809 : colonel Mathieu Joannis
- 1809 : colonel Pierre André Grobon (*)
- 1814 : colonel Sernin Laffont
- 12 août 1830-14 novembre 1833 : colonel Auguste de Contamine
- 1849 : Colonel d'Autemare d'Erville
- 1870 : lieutenant-colonel Brémens
- 1909 à 1913 : Colonel Paul Xardel (*)
- 1914 : Colonel Alfred Louis Achille Arbanère[1]
- 1995 à 1998 : Colonel André Balandraud

(*) Officier qui devint par la suite général de brigade.
(**) Officier qui devint par la suite général de division.

## Historique des garnisons, combats et batailles du53eRI

### Ancien Régime
- 1658 : Strasbourg
- 1667-1668 : guerre de Dévolution
- 1690 : lors de la guerre de la Ligue d'Augsbourg, il remonte de Basse-Provence accompagné par la milice pour repousser les Piémontais qui assiègent Seyne. Ceux-ci lèvent le siège sans combattre[2]
- 1701-1713 : guerre de Succession d'Espagne
- 1733-1738 : guerre de Succession de Pologne
- 1740-1748 : guerre de Succession d'Autriche

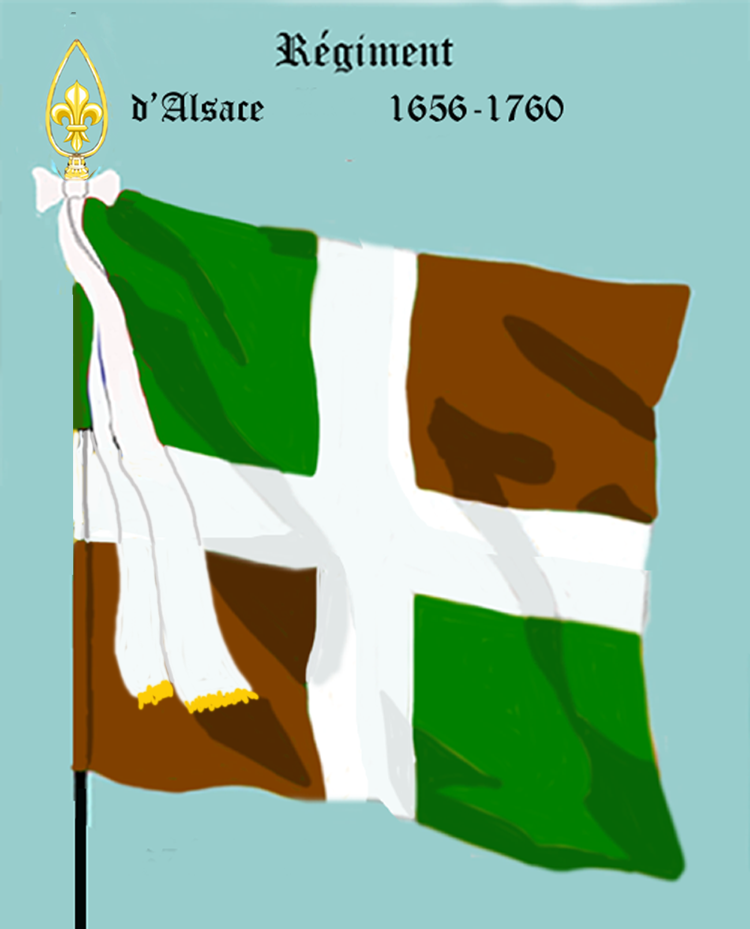
ancien drapeau royal du régiment de 1656 à 1760

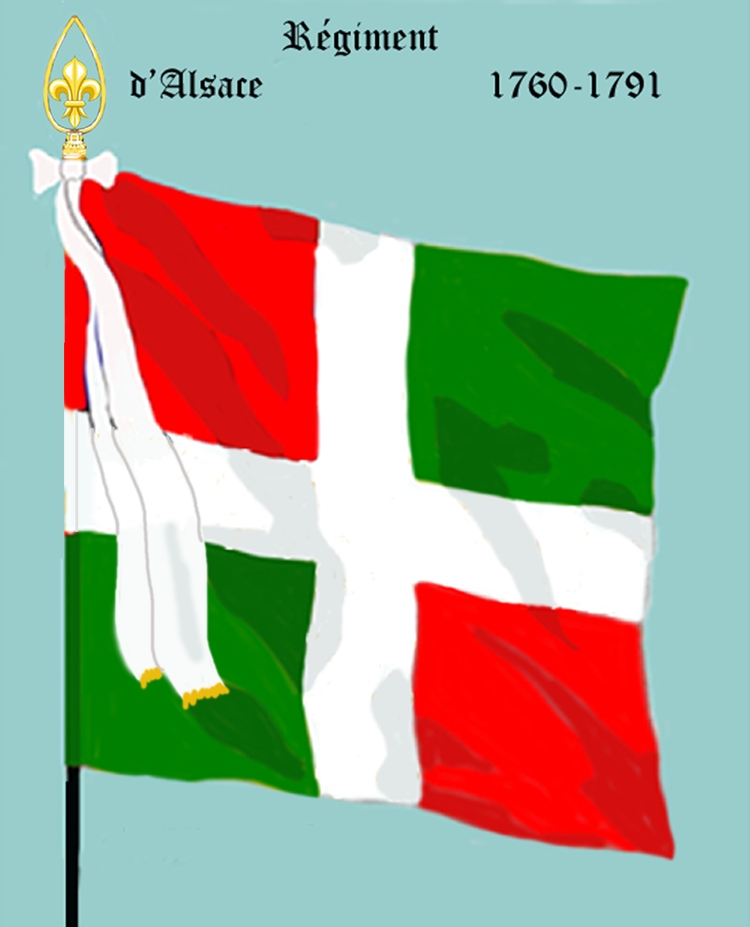
ancien drapeau royal du régiment de 1760 à 1791

- 1756-1763 : guerre de Sept Ans

### Guerres de la Révolutionet de l'Empire

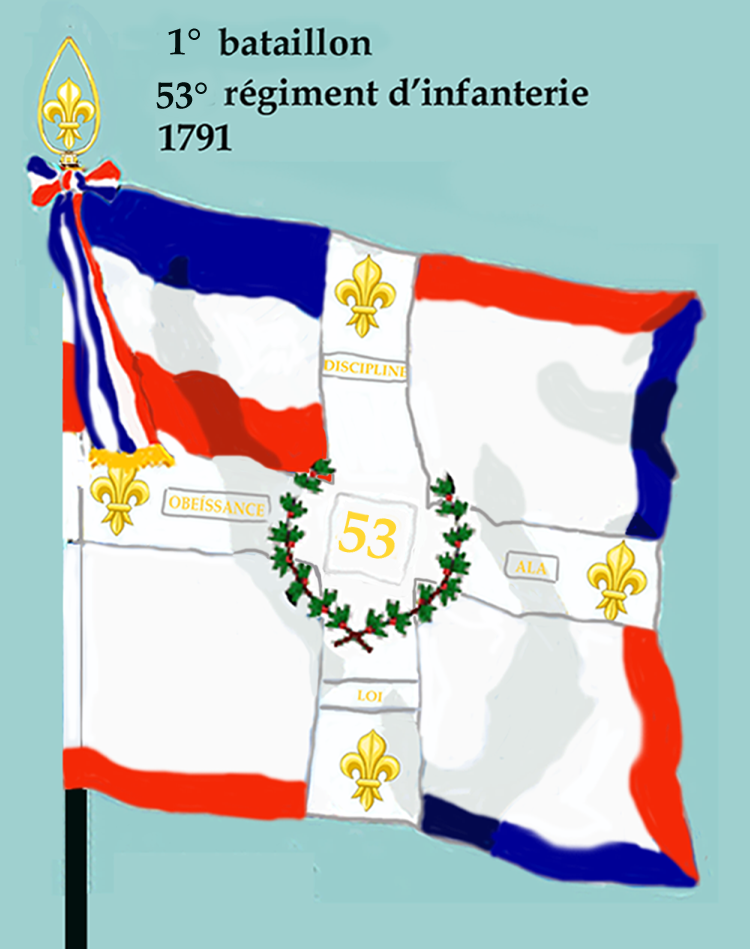
Drapeau du 1er bataillon du 53e régiment d'infanterie de ligne de 1791 à 1793
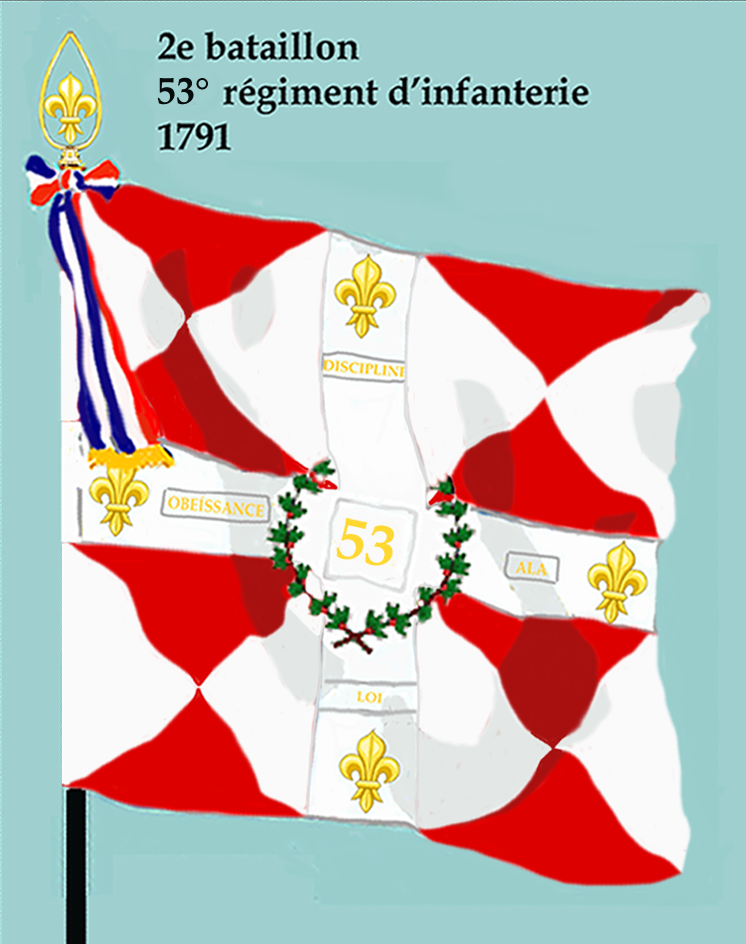
Drapeau du 2e bataillon du 53e régiment d'infanterie de ligne de 1791 à 1793

- 1er décembre 1792 : Armée de la Moselle, expédition de Trèves
- Affectation à l'armée du Nord
- 1793 : Affectation à l'armée des Pyrénées orientales, Guerre du Roussillon :
  - Bataille de Peyrestortes
- Affectation à l'armée de Sambre-et-Meuse
- 1799 : Affectation à l'armée d'Helvétie :
  - 25 mars Bataille de Stockach
  - 25 et 26 septembre 1799 : Bataille de Zurich
- 1800 : Affectation à l'armée d'Italie
  - Conquête du Tyrol
- 1805 :
  - Bataille de Caldiero
- 1809 :
  - Bataille de Wagram
- 1812 : Campagne de Russie
  - Bataille de la Moskova

### De 1815 à 1852
- 1830 :
  - une ordonnance du 18 septembre créé le 4e bataillon et porte le régiment, complet, à 3 000 hommes[3],
  - il prend part à la révolution de Juillet contre les insurgés.
- 1840 : envoyé en Algérie[4], pendant neuf ans et sous les ordres de futurs maréchaux Saint-Arnaud et Bosquet, il tient en respect les hommes d'Abd el-Kader, 
  - 16 août 1844 : bataille d'Isly.

Il rentre en France en septembre-octobre 1847.
En 1849, le 53e de ligne (1er et 2e bataillons) est à l'armée des Alpes. Il est rattaché fin mars au Corps expéditionnaire de la Méditerranée et participe à l'expédition et au siège de Rome en juin,. Il rentre en France en 1852.

### Second Empire
- 1856 : Garnison à Nogent[Lequel ?] et Auxerre
- 1858 à 1860 : Garnison à Lons-le-Saunier
- 1859 : expédition d'Italie, le 53e de ligne est à la 3e division du 4e corps de l'Armée d'Italie.
  - 24 juin 1859 : Bataille de Solférino
- 1861 et 1862 : garnison à Besançon
- 1863 : Garnison à Givet. Un bataillon est à Reims.
- Guerre franco-allemande de 1870
  - 1er septembre 1870 : Bataille de Sedan

Le dépôt du régiment, à Gap, forme à partir d'août 1870 des détachements de renfort qui rejoignent des régiments de marche, par exemple le IVe bataillon passe en septembre au 27e régiment de marche, la 2e compagnie de dépôt passe en octobre au 44e régiment de marche tandis que la 11e compagnie de dépôt passe en février au 34e régiment de marche bis.

### De 1871 à 1914
- fin mars 1871 : le 53e régiment de marche fusionne dans le 53e de ligne[11]. Il part ensuite pour l'Algérie pour combattre la révolte[12], tout en gardant un dépôt à Narbonne[13]. En 1874, le régiment est toujours en Algérie, à Tlemcen, avec dépôt à Pau, destiné à rejoindre Tarbes[14].
- Envoi d'éléments à Madagascar
- 1907 : garnison à Perpignan. Deux compagnies se trouvent à Mont-Louis, une à Collioure et une dernière au fort de Bellegarde au Perthus

### Première Guerre mondiale
Affectations
- 124e division d’infanterie de juin 1915 à novembre 1916
- 163e division d’infanterie de novembre 1916 à novembre 1918

#### 1914
- Bataille des frontières
  - Bataille de Morhange
  - Bataille de la trouée de Charmes
  - Bataille du Grand-Couronné de Nancy,
  - saillant d'Ypres.

Le colonel Alfred-Louis-Achille Arbanère, officier de la Légion d'Honneur, né à Antibes (Alpes-Maritimes) le 5 septembre 1857, commande le 53e régiment d'infanterie de ligne. Il meurt de la suite de ses blessures, le 20 août 1914, au combat de Rorbach-lès-Dieuze (Moselle).

#### 1915
- le fortin de Beauséjour
- 25 septembre-6 octobre : seconde bataille de Champagne

#### 1916
- Bataille de Verdun
  - fort de Vaux
- Bataille de Zillisheim

#### 1917
- les Éparges, le Mont-Haut, le bois des Caurières.

#### 1918
- la bataille défensive de la Somme et l'offensive du 15 juillet.
- Ordre no 17.356 D4 du GQG du 15 mai 1919.

L'Adjudant-chef Bataille Germain : Adjudant-chef de réserve à la 2e compagnie du 53e, sous-officier d'élite, entraîneur d'hommes. Il a reconquis de haute lutte, à la grenade et spontanément à la tête de quelques hommes une position où l'ennemi avait réussi à prendre pied le 15 juillet 1918. Il a été grièvement blessé au cours de cette action. Perte de l'œil droit. Chevalier de la Légion d'Honneur.

### Entre-deux-guerres
Après l'armistice du 11 novembre 1918, le régiment reste quelques jours dans les Ardennes puis est porté vers la frontière franco-belge. En mars 1919, à Compiègne, il effectue son service de démobilisation. La plus grande partie des réservistes du régiment rentre dans ses foyers.
Le 53e part ensuite à Hazebrouck où dans une cérémonie toute militaire, le drapeau, sur lequel se sont ajoutés les noms de : Champagne 1915 - 1918, Verdun 1916 et Noyon 1918, se voit remettre la fourragère aux couleurs de la croix de Guerre.
Après avoir été en garnison quelque temps dans le Tarn, le 53e régiment d'infanterie revient chez lui à Perpignan en septembre 1919 ou la population catalane lui a préparé un accueil triomphal.
Victime de la réduction de l'armée, le régiment est dissous le 1er janvier 1920.

### De 1920 à nos jours
Le 1er janvier 1981, réveil du régiment qui devient 53e régiment d'infanterie des frontières [réf. nécessaire]; c'est en 1991 qu'il reprend son appellation de 53e régiment d'infanterie.
Le 5 décembre 1998, cérémonie de dissolution au Quartier Kilmaine de Tarascon

## Drapeau
Il porte, cousues en lettres d'or dans ses plis, les inscriptions suivantes :
- Zurich 1799
- La Moskova 1812
- Isly 1844
- Solférino 1859
- Champagne 1915-1918
- Verdun 1916
- Noyon 1918

## Décorations
- Sa cravate est décorée de la Croix de guerre 1914-1918 avec deux palmes. (Deux citations à l'ordre de l'armée)
- Il a le droit au port de la fourragère aux couleurs de la Croix de guerre 1914-1918[15].

## Uniformes

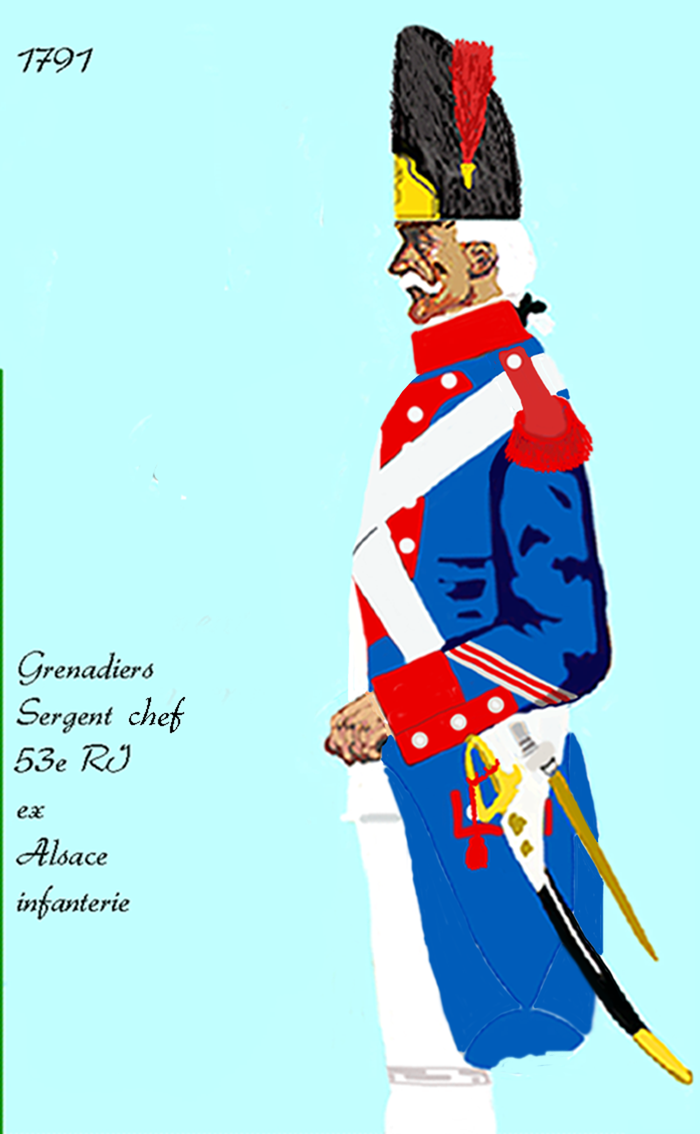
1791-1792
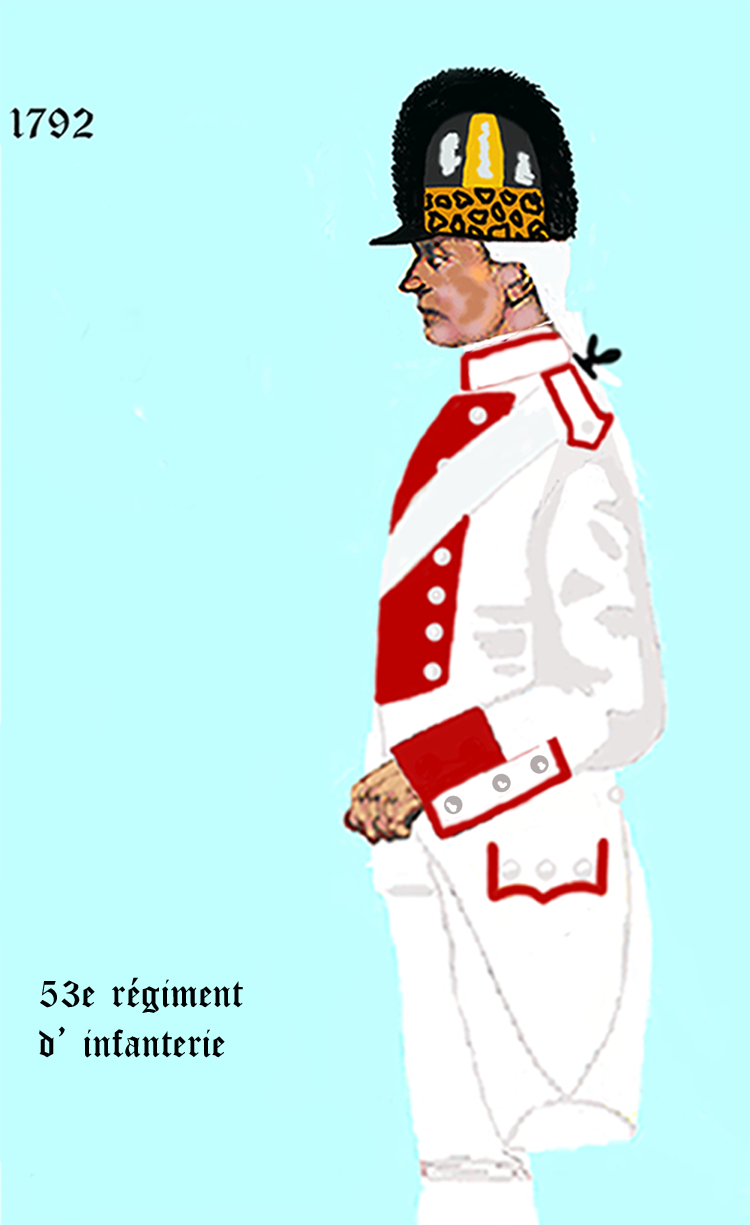
Uniforme du régiment par décret d'application de 15 janvier 1792

## Personnalités ayant servi au53eRI
- Joseph Gabriel Bellarigue (1827-1882), alors sous-lieutenant
- Nicolas Dahlmann (1769-1807) en tant que soldat.
- Eugène Casimir Lebreton (1791-1876) en tant que chef de bataillon
- Pierre Hugues Victoire Merle (1766-1830)
- Edmond Pierre Jean Claire Barthélémy Rode (1816-1883), alors soldat

### Sources et bibliographie
- À partir du Recueil d'Historiques de l'Infanterie Française (Général Andolenko - Eurimprim 1969).
- Victor Belhomme, Histoire de l'infanterie en France, t. 5, Henri Charles-Lavauzelle, 1902 (lire en ligne).